# ميغيل باز باراهونا
ميغيل باز باراهونا (بالإسبانية: Miguel Paz Barahona)‏ (و. 1863 – 1937 م) هو سياسي من هندوراس .
وهو عضو في الحزب الوطني .